# GDP-glucose-glucosephosphate glucosyltransférase
La GDP-glucose-glucosephosphate glucosyltransférase, ou α,α-tréhalose-phosphate synthase (formant du GDP), est une glycosyltransférase qui catalyse la réaction :
GDP-glucose + glucose-6-phosphate  {\displaystyle \rightleftharpoons }  GDP + α,α-tréhalose-6-phosphate.
Cette enzyme est notamment produite par Streptomyces hygroscopicus, une bactérie de l'ordre des Actinomycetales.